# K (歌手)
K（ケイ、本名：カン・ユンソン（강윤성/姜潤成）、1983年11月16日 - ）は、韓国・ソウル出身（日本在住）のJ-POPシンガーソングライター、2004年：K-POP→2005年から：J-POP。身長177cm。
妻はタレントの関根麻里。義父はタレントの関根勤。

## 来歴
- 幼少の頃から、ゴスペル・R&Bといったブラックミュージックに親しみ、地元ソウルの教会で続けていたピアノ演奏と歌唱力が音楽プロデューサーの目に留まり、本格的に音楽活動をスタートさせる。

2004年
- 韓国で歌手デビュー。その後、ピアノの弾き語りができるアーティストを探していた日本のスタッフにスカウトされ [3]、同年秋、日本でのJ-POPデビューに向けて初来日。

2005年
- 1月13日 - TBS系ドラマ『H2〜君といた日々』の主題歌に抜擢された『over...』が発売前から話題を呼ぶ。
- 3月2日 - シングル『over...』をリリース。日本デビューを果たす。オリコン週間シングルチャートで、初登場6位を記録。直後に、テレビ朝日「MUSIC STATION（Young Guns）」に初出演。メディア出演やプロモーション活動が功を奏し、オリコンチャート最高位5位を記録するスマッシュヒットとなった。
- 5月11日 - 2ndシングル『抱きしめたい』をリリース。同シングルも初登場10位を記録し、韓国の男性アーティストでは初となった2作連続TOP10入りを達成した。
- 10月11日 - フジテレビ系ドラマ『1リットルの涙』の主題歌に『Only Human』が起用された。
- 11月23日 - 4thシングル『Only Human』をリリース。オリコン週間シングルチャート10位内に初登場から7週連続チャートインのロングセールスを記録。最終的に20万枚を突破し、自身最大のヒットとなる。また、同ドラマの挿入歌であるレミオロメンの「粉雪」も大ヒットし、1つのドラマのタイアップ曲が2曲同時にオリコンシングルチャート10以内に入ったことで話題となった。

2006年
- 1月18日 - 1stアルバム『Beyond the Sea』をリリース。『1リットルの涙』主演女優の沢尻エリカが出演した、『Only Human』を聴きながら涙を浮かべるスポットCMが話題になる（同じくフジテレビのみでのオンエア）。オリコン週間アルバムチャートで初登場・最高位2位を記録し、アジアの男性アーティストでは初となった週間アルバムチャートTOP3入りを達成した。
- 3月 - NHKホール・大阪フェスティバルホールなどで開催した初の全国ツアー“live K tour 2006 〜Beyond the Sea〜”を5月まで行う。
- 4月19日 - チャン・ドンゴン主演の韓国映画「タイフーン」の日本版イメージソングに起用された『The Day』をリリース。
  - その後も、土6アニメ「BLOOD+」EDテーマとなった『Brand New Map』、話題のロマンティック・コメディ映画「7月24日通りのクリスマス」主題歌となったクリスマスソング『ファースト・クリスマス』を立て続けにリリース。
- 12月13日 - 2ndアルバム『Music in My Life』をリリース。

2011年
- 1月1日より、兵役のため歌手活動を休止。
- 1月12日発売の槇原敬之デビュー20周年記念トリビュートアルバム『We Love Mackey』に「僕が一番欲しかったもの」で参加。

2012年
- 10月20日 - 韓国での約2年間の兵役を終え除隊。10月24日に日本での音楽活動を再開した。

2014年
- タレントの関根麻里と8月中に入籍予定であることを、関根の所属事務所が認めた[4]。
- 8月24日 - 港区赤坂にある氷川神社にて挙式。

2015年
- 11月15日 - 第一子となる女児が誕生。

2017年
- 1月9日 - 所属レーベルをビクターエンタテインメントへ移籍したことを発表[5][6]。

2018年
- GACKTの45歳記念ライブにゲスト出演。以降、同氏のライブにツアーパートナーとして同行し、2021年、2023年にライブを開催[7][8]。

2019年
- 10月 - 第二子となる女児が誕生。

2020年
- 3ヶ月連続配信シングル「Satisfaction」「Slow dance」「Truman Show」映像はtwotwotwoが制作

2021年
- 4月1日 - 公式サイトを移転リニューアル。ファンクラブサイトとともに一本化した[9]。

2023年
- 以前から親交のあったブラックミュージックバンド「Neighbors Complain」とのプロジェクトユニット「Purple Drip」を結成。1月25日、1st Album「Possibility」をリリース[10]。
- 8月29日 - ファンクラブサイト内で、所属事務所から独立する事を報告した

## 作品

### シングルCD
| 枚   | 発売日         | タイトル                      | 規格品番 | オリコン 最高位 |
| ---- | -------------- | ----------------------------- | -------- | --------------- |
| 1st  | 2005年3月2日   | over...                       |          | 5位             |
| 2nd  | 2005年5月11日  | 抱きしめたい                  |          | 10位            |
| 3rd  | 2005年7月27日  | Girlfriend                    |          | 19位            |
| 4th  | 2005年11月23日 | Only Human                    |          | 5位             |
| 5th  | 2006年4月19日  | The Day                       |          | 14位            |
| 6th  | 2006年8月23日  | Brand New Map                 |          | 20位            |
| 7th  | 2006年11月1日  | ファースト・クリスマス        |          | 25位            |
| 8th  | 2007年8月29日  | Birth of Treasure             |          | 42位            |
| 9th  | 2007年10月3日  | この歌を・・・・・・・・♪     |          | 19位            |
| 10th | 2008年6月25日  | play and pray                 |          | 48位            |
| 11th | 2008年11月5日  | 525600min.〜seasons of love〜 |          | 49位            |
| 12th | 2010年6月16日  | 会いたいから                  |          | 33位            |
| 13th | 2010年10月27日 | dear...                       |          | 24位            |
| 14th | 2013年12月4日  | Christmas Time Again          |          | 70位            |
| 15th | 2015年7月1日   | Years                         |          |                 |
| 16th | 2016年3月9日   | あの雲の向こう側              |          | 67位            |
| 17th | 2017年2月22日  | シャイン                      |          | 44位            |
| 18th | 2017年6月14日  | 桐箪笥のうた                  |          | 55位            |
| 19th | 2024年2月28日  | BLINDING                      |          |                 |
| 20th | 2025年3月2日   | SPRING OUT!!!                 |          |                 |

### 配信限定シングル
|    | 発売日         | タイトル                      |
| -- | -------------- | ----------------------------- |
| 1  | 2014年10月1日  | Brand New Day                 |
| 2  | 2015年12月16日 | あの雲の向こう側              |
| 3  | 2017年11月29日 | 指輪物語                      |
| 4  | 2019年9月26日  | 光るソラ蒼く（movie ver.）    |
| 5  | 2020年4月29日  | Curious (Kan Sano Remix)      |
| 6  | 2020年7月22日  | Satisfaction                  |
| 7  | 2020年8月26日  | Slow dance                    |
| 8  | 2020年9月23日  | Truman Show                   |
| 9  | 2021年5月26日  | Day 'N' Night feat.MADz's     |
| 10 | 2021年11月17日 | Touchdown feat. VILLSHANA     |
| 11 | 2021年12月15日 | winter light feat. sloppy dim |
| 12 | 2023年11月16日 | BE YOURSELF                   |
| 13 | 2024年1月24日  | Blinding                      |

### アルバム

#### オリジナル・アルバム
| 枚  | 発売日         | タイトル         | 規格品番   | オリコン 最高位 |
| --- | -------------- | ---------------- | ---------- | --------------- |
| 1st | 2006年1月18日  | Beyond the Sea   |            | 2位             |
| 2nd | 2006年12月13日 | Music in My Life |            | 25位            |
| 3rd | 2009年3月18日  | Traveling Song   |            | 44位            |
| 4th | 2014年6月4日   | On My Journey    |            | 67位            |
| 5th | 2015年8月5日   | Ear Food         |            | 71位            |
| 6th | 2018年1月24日  | Storyteller      |            | 47位            |
| 7th | 2019年10月30日 | Curiosity        | VICL-65256 | 62位            |

#### ミニ・アルバム
| 枚  | 発売日        | タイトル        | 規格品番 | オリコン 最高位 |
| --- | ------------- | --------------- | -------- | --------------- |
| 1st | 2009年12月2日 | Merry Christmas |          | 63位            |
| 2nd | 2013年5月29日 | 641             |          | 38位            |

#### ベスト・アルバム
| 枚  | 発売日        | タイトル | 規格品番 | オリコン 最高位 |
| --- | ------------- | -------- | -------- | --------------- |
| 1st | 2010年12月1日 | K-BEST   |          | 22位            |

#### カバー・アルバム
| 枚  | 発売日        | タイトル                      | 規格品番 | オリコン 最高位 |
| --- | ------------- | ----------------------------- | -------- | --------------- |
| 1st | 2007年3月21日 | The TIMELESS Collection VOL.1 |          | 42位            |

#### アルバム（韓国）
1. K 1集（韓国：2004年4月28日、輸入盤：2005年7月30日）
2. 2集 美笑（韓国：2006年1月18日、日本：2006年1月25日）

### 映像作品

#### DVD
| 枚  | 発売日        | タイトル                                               | 規格品番 | オリコン 最高位 |
| --- | ------------- | ------------------------------------------------------ | -------- | --------------- |
| 1st | 2006年2月15日 | film K 〜a voice from the heaven〜                     |          | 28位            |
| 2nd | 2008年6月25日 | film K vol.2 〜Music in My Life〜                      |          | 82位            |
| 3rd | 2011年3月2日  | film K vol.3 live K in 武道館〜so long〜 20101130      |          | 21位            |
| 4th | 2013年3月14日 | film K -Special Box-                                   |          | 40位            |
| 5th | 2014年3月26日 | film K vol.4 Premium Live 2013 at billboard LIVE TOKYO |          | 109位           |

### その他
- 「オネスティ」
  - Various Artists「WANNA BE THE PIANO MAN」（2006年11月29日）1曲目
  - ビリー・ジョエルソロデビュー35年記念トリビュート・アルバム
- 「TO LOVE YOU MORE／K（featuring aki）」
  - Various Artists「TRIBUTE TO CELINE DION ／セリーヌ・ディオン・トリビュート」（2007年9月26日）2曲目
- 「手紙 feat.K」
  - BRIGHT「手紙 feat.K / One Summer Time」（2008年7月16日）1曲目
  - BRIGHTのアルバム「Notes 4 You」（2009年1月14日）12曲目
- 「OCEAN DRIVE feat.K」
  - 石井竜也シングル「OCEAN DRIVE feat.K」（2010年5月12日）1曲目
- 「トワイライト・アヴェニュー」
  - Golden Circle of Friendsのコンピレーションアルバム『Golden Circle』（2010年10月20日）7曲目
- 「夜空ノシタ」
  - ケツメイシのシングル「闘え! サラリーマン」カップリング（2010年11月17日）2曲目
  - ピアノ演奏での参加
- 「君がいるべき場所 feat.K」
  - キム・ドンワンソロベストアルバム「KIM DONGWAN JAPANPREMIUM BEST」（2010年12月15日）
- 「素顔のままで feat.K」
  - ET-KINGコレクションアルバム「恋愛歌集」（2010年12月15日）3曲目
- 「僕が一番欲しかったもの」
  - 槇原敬之デビュー20周年記念トリビュート・アルバム「We Love Mackey」（2011年1月12日）12曲目
- 「飛ばせドライバー （feat. K）」
  - 斎藤誠アルバム「PARADISE SOUL」（2013年10月16日）1曲目
- 「Christmas Time Again feat.K」
  - WAZZ UPシングル「Christmas Time Again feat.K」(2013年10月26日) 1曲目
- 「Shape of your heart」
  - U-Kissの両A面シングル「Fall in Love / Shape of your heart」(2013年12月18日) 2曲目
  - U-Kissのアルバム「Memories」（2014年3月19日）10曲目
  - ピアノ演奏と作曲ユニットTANTARASとして作曲に参加
- 「ピアノ・マン」
  - 「We Love Piano Man：トリビュート・トゥ・ビリー・ジョエル」（2014年5月21日）1曲目
  - ビリー・ジョエル『ピアノ・マン』の発表40周年、初来日35周年、生誕65周年を記念した国内アーティストによるビリー・ジョエルトリビュート・アルバム
- 「Seasons Of Love with K -live ver.-」
  - Little Glee Monsterの2ndシングル「青春フォトグラフ/Girls be Free!」（2015年3月4日）4曲目
  - ミュージカル/映画RENT劇中歌のカバー。
  - 2014年11月24日に渋谷duoで行われたLittle Glee MonsterのワンマンライブにKがゲスト出演した際に披露されたものを収録。
- 「花」
  - ORANGE RANGEのコラボベストアルバム「縁盤」（2016年7月20日）11曲目
  - ピアノ演奏での参加。
- 「Only Human feat. K」
  - 沖縄出身のボーカル･グループSky's the Limitのデビューシングル「Only Human」（2016年8月24日）3曲目
  - K自身の4thシングル。Sky's The Limitとのコラボレーション。

### タイアップ曲
| 楽曲                          | タイアップ                                                                            | 時期   |
| ----------------------------- | ------------------------------------------------------------------------------------- | ------ |
| over…                         | TBS系ドラマ『H2〜君といた日々』主題歌                                                 | 2005年 |
| 抱きしめたい                  | コーセーサロンスタイル「髪からはじまる物語」ショートムービー主題歌                    | 2005年 |
| 抱きしめたい                  | コーセーコスメポート「サロンスタイル」CMソング                                        | 2005年 |
| Girlfriend                    | TBS系『日立 世界・ふしぎ発見!』エンディングテーマ                                     | 2005年 |
| Only Human                    | フジテレビ系ドラマ『1リットルの涙』主題歌                                             | 2005年 |
| The Day                       | 映画『TYPHOON』イメージソング                                                         | 2006年 |
| Brand New Map                 | TBS系アニメ『BLOOD+』第4クール エンディングテーマ                                     | 2006年 |
| ファースト・クリスマス        | 映画『7月24日通りのクリスマス』主題歌                                                 | 2006年 |
| Music in My Life              | フジテレビ系『グラビアトークオーディション』エンディングテーマ                        | 2006年 |
| Birth of Treasure             | ヤマザキパンTV CFソング                                                               | 2007年 |
| True Colors                   | ソニー・エリクソン「SO903i」CMソング                                                  | 2007年 |
| play and pray                 | ヤマザキパンTV CFソング                                                               | 2008年 |
| 525600min.〜seasons of love〜 |                                                                                       | 2008年 |
| 会いたいから                  | 映画『瞬 またたき』主題歌                                                             | 2010年 |
| Brand New Day                 | ネスレ日本「キットカット オトナの甘さ」ショートフィルム                               | 2014年 |
| Brand New Day                 | 『ビタースウィート～オトナの交差点～』主題歌・TV CMソング                             | 2014年 |
| あの雲の向こう側              | ネスレショートフィルム『そちらの空は、どんな空ですか？』KIT MUSIC 第3弾主題歌         | 2016年 |
| あの雲の向こう側              | 三重テレビ『伝統の継承～笑顔に逢いに～』オープニング曲                                | 2016年 |
| シャイン                      | テレビドラマ『科捜研の女』第16シーズン主題歌                                          | 2017年 |
| Story                         | テレビ朝日系『ワールドプロレスリング』2017年12月・2018年1月ファイティングミュージック | 2017年 |
| 指輪物語                      | ジュエリーブランド「トレセンテ」ウェブCMソング                                        | 2017年 |
| 光るソラ蒼く                  | 映画『閉鎖病棟 -それぞれの朝-』主題歌                                                 | 2019年 |

## 出演

### テレビ
- POP JAM（NHK総合）
- MUSIC STATION（テレビ朝日）
- MUSIC STATION SUPER LIVE 2005（2005年12月23日、テレビ朝日）
- HEY!HEY!HEY! MUSIC CHAMP（フジテレビ）
- 魁!音楽番付（フジテレビ）
- 音楽戦士 MUSIC FIGHTER（日本テレビ）
- THE M（2008年4月29日、日本テレビ）
- MusiG（読売テレビ）
- 音リコ!（読売テレビ）
- ウエンズデー J-POP（2010年12月22日、NHKBS2）- 兵役前最後のテレビ出演[12]。
- 新堂本兄弟（フジテレビ）
- JOYnt!群馬テレビ）
- 伝統の継承〜笑顔に逢いに〜 (2016年4月2日 - 12月31日、三重テレビ） - レギュラー
- 韓流ザップ（2016年3月31日- 、BSスカパー！） - レギュラー
- テレビでハングル講座（2019年4月 - 2022年3月、NHK Eテレ）[13]
- ハングルッ!ナビ（2022年4月 - 、NHK Eテレ）
- MUSIC JUNCTION #9・#10（2020年10月12日・26日、歌謡ポップスチャンネル）※「松本隆作詞生活50周年記念特集」とコラボ企画。リピート放送あり

### ラジオ
- JFN系列「Beyond the K...」（2006年4月 - 2009年9月） - レギュラー
- FM横浜「K-style」（2012年10月4日 - ） - レギュラー
- FM COCOLO「ROMAN LIFE Heartstrings」（2019年4月6日 - ） - レギュラー

### ライブ
- 靭公園 MUSIC FESTA FM COCOLO 〜風のハミング〜（2014年9月13日）※シークレットゲストとして出演

### ライブツアー
- live K tour 2006 〜Beyond the Sea〜（2006年3月 - 5月）
- live K tour 2006 winter（2006年11月 - 12月）
- live K tour 2007 〜Music in My Life〜（2007年6月）
- K style 〜acoustic night〜（2007年12月）
- K style 〜one and only night〜（2007年12月）
- K premium live 〜acoustic night〜 in Naeba vol.2（2007年12月）
- K live 2008 〜KI・ZU・NA〜（2008年6月）
- live K tour 2009（2009年3月 - 5月）
- K style 2013（2013年8月 - 11月）

### 舞台
- シアタークリエ「RENT」（2008年11月 - 12月） - ロジャー 役
- ムーラン・ルージュ！ザ・ミュージカル（2023年・2024年） - モンロス公爵 役[14][15]

### ネット配信
- ソニレコ! 暇つぶしTV（2013年10月9日 - 2016年3月30日、ソニー・ミュージックレコーズ） - MC[16]。

## 書籍
- K File 2005-2010（2011年1月、シンコーミュージック・エンタテイメント）
- K アーティストブック 5 years book so long...（2011年3月、通販限定「PATi PATi」監修）
- 幸せを数える。（2013年5月、幻冬舎）
- K 10th Anniversary Book “Years”（2015年8月、シンコーミュージックエンタテインメント）